# Provinz Mashonaland Central
Mashonaland Central (deutsch Zentralmaschonaland) ist eine Provinz im Nordosten Simbabwes. Sie ist 28.195 km² groß und beheimatet 1.384.891 (2022) Einwohner. 2012 lebten etwa 8,8 Prozent der Gesamtbevölkerung des Landes in der Provinz. Bindura ist die Hauptstadt der Provinz.

## Geographie
| Provinz Lusaka, Sambia   | Provinz Tete, Mosambik                      | Provinz Tete, Mosambik   |
| Provinz Mashonaland West | Kompassrose, die auf Nachbargemeinden zeigt | Provinz Mashonaland East |
| Provinz Mashonaland West | Provinz Mashonaland East/ Provinz Harare    | Provinz Mashonaland East |

## Distrikte

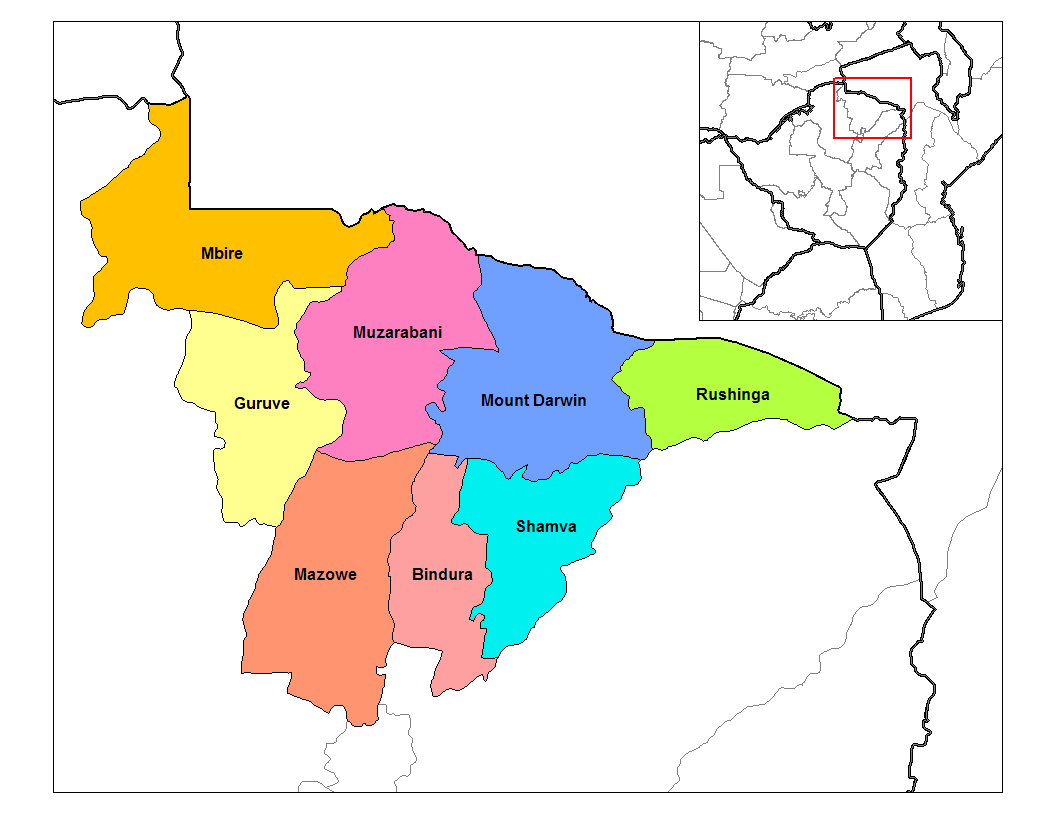
Distrikte in Mashonaland Central (ohne Urbane Distrikte)

Mashonaland Central besteht aus 10 Distrikten (Stand 2022). Davon ist 8 ländliche Distrikte (Rural) und 2 Städte mit Distrikt Status (Urban):
| Distrikt               | Fläche in [km²] | Einwohner 2012 | Einwohner 2022 | Bevölkerungsdichte 2022 [Einwohner/km²] |
| ---------------------- | --------------- | -------------- | -------------- | --------------------------------------- |
| Bindura Rural          | 2242            | 125.219        | 169.841        | 76                                      |
| Bindura Urban          | 20              | 43.675         | 51.394         | 2574                                    |
| Guruve                 | 2994            | 124.041        | 153.606        | 51                                      |
| Mazowe                 | 4354            | 233.450        | 293.363        | 67                                      |
| Mbire                  | 4696            | 82.380         | 83.720         | 18                                      |
| Mount Darwin           | 4596            | 212.725        | 240.728        | 52                                      |
| Muzarabani (Centenary) | 4266            | 122.791        | 134.076        | 31                                      |
| Mvurwi Urban Distrikt  | 3               | 10.549         | 15.646         | 5652                                    |
| Rushinga               | 2328            | 74.040         | 76.876         | 33                                      |
| Shamva                 | 2695            | 123.650        | 165.641        | 61                                      |
| Gesamt                 | 56.456          | 1.485.090      | 1.638.528      | 29                                      |